# Gospostvo Kodeljevo
Gospostvo Kodeljevo (Turn ob Ljubljanici, nemško Herrschaft Thurn an der Laibach) je bilo v času fevdalizma zemljiško gospostvo v osrednji Sloveniji.

## Zgodovina
Gospostvo Kodeljevo je bilo ustanovljeno verjetno šele v začetku 17. stoletja. Takrat je bil gospodar na gradu Kodeljevo, s katerim je bilo združeno sosednje polje, kranjski ograjni odvetnik Jurij Müllner. Leta 1636 je od Jurijevih dedičev gospostvo pridobil kranjski deželni prisednik in stanovski tajnik Burkhard Hizzing, ki je istega leta dokupil od Mihaela Logarja nekdanji koseški dvorec v Podmolniku. Gospostvo Kodeljevo je močno razširil leta 1638, ko je od polhograjskega gospostva pridobil celotni dobrovski urad. V naslednjih letih je Hizing gospostvo precej pomnožil: od Adama Lambergerja je dokupil desetine po Ljubljanskem polju, od Sidonije König pa po Ižanskem. Ona mu je prodala tudi vrt pred nemškimi vrati v Ljubljani. Po smrti Burkharda Hizinga je leta 1659 Ferdinand Hizing prodal jedro kodeljevškega gospostva z dobrovskim uradom Janezu Hoffmanu. V naslednjih letih je gospostvo pogosto menjalo lastnike: Gašper Liechtenhaimb, ljubljanske klarise, Franc Zergoll.
Leta 1701 je Anton Zergoll prodal gospostvo Kodeljevo za 44 goldinarjev in 43 kron Petru Antonu Codelliju.